# Interpretatieve wet
Een interpretatieve wet of uitleggingswet is in België een wet waarin de wetgevende macht bepaalt hoe een bepaalde wet moet geïnterpreteerd worden. Dit is dan een "authentieke interpretatie" (art. 84, 133 Belgische Grondwet), die verplicht moet toegepast worden door de rechters.
Enkel de bevoegde wetgever kan een authentieke uitlegging geven van de correlerende wet:
Art 84 Gw.: Alleen de wet kan een authentieke uitlegging van de wetten geven.
Art. 133 Gw.: Alleen het decreet kan een authentieke uitlegging van de decreten geven.
Art. 7 van het Gerechtelijk Wetboek:
De rechters zijn gehouden zich naar de uitleggingswetten te gedragen in alle zaken waarin het rechtspunt niet definitief berecht is op het tijdstip waarop die wetten bindend worden.
De rechters moeten de interpretatieve wet dus onmiddellijk toepassen.
De interpretatieve wet wordt gerechtvaardigd door onder meer de spreuk Ejus est legem interpretari, cujus est condere (wie bevoegd is om de wet te maken, is tevens bevoegd ze te interpreteren'.
Interpretatieve wetten hebben terugwerkende kracht. De geïnterpreteerde wet wordt geacht altijd al de betekenis te hebben gehad die eraan werd gegeven door de interpretatieve wet. Volgens de Raad van State vormt de interpretatieve wet één geheel met de geïnterpreteerde wet; ze valt niet te beschouwen als een eigenlijke nieuwe wet. Dit kan er niet toe leiden dat in kracht van gewijsde getreden rechterlijke beslissingen kunnen worden aangevochten.
De wet wordt normaliter uitsluitend geïnterpreteerd door de rechters, waarbij de interpretaties van het Hof van Cassatie erg veel gezag hebben en door de andere rechters gevolgd worden. Wanneer de wetgever echter niet akkoord gaat met de evolutie die hij ziet in de interpretatie van zijn wetten, kan hij via een interpretatieve wet die evolutie beëindigen en de correcte interpretatie opleggen.